# Lauren Bacall
Betty Joan Perske (Nova York, 16 de setembre de 1924 - Nova York, 12 d'agost de 2014), més coneguda com a Lauren Bacall, fou una model i actriu de cinema i teatre estatunidenca, guanyadora d'un Globus d'Or i dos premis Tony, i nominada com a millor actriu secundària als Oscar. Famosa per la seva veu greu i potent, i les seves sensuals i directes mirades, va esdevenir una de les icones de moda dels anys 40 i va continuar actuant fins a la seva mort.
Howard Hawks la va fer debutar al cinema al costat de Humphrey Bogart, amb qui va viure fins a la mort de l'actor. Destaquen sobretot les seves interpretacions en el cinema negre, en pel·lícules com El son etern (1946) i Dark Passage (1947), i també la seva participació en diverses comèdies com How to Marry a Millionaire, de 1953. Al mateix temps, també va cultivar un gran èxit en els musicals de Broadway, com el que va tenir amb l'obra Applause de 1970 i amb Woman of the Year de 1981.

## Biografia
Nascuda a Nova York en una modesta família jueva originària de Polònia i de Romania, Betty Joan Perske no tenia més de cinc anys quan els seus pares es van divorciar. Així, va ser educada per la seva mare, que la va apuntar a classes de dansa i d'art dramàtic. Lauren Bacall va començar els estudis a l'American Academy of Dramatic Arts el 1939, però els va haver d'abandonar per manca de recursos. Després de treballar un temps en una fàbrica, va emprendre la carrera de model. Paral·lelament, també feia algunes petites aparicions en els escenaris de Broadway. Contractada el 1942 per la revista Harper's Bazaar, la seva imatge va sortir en portada el març de 1943.
Per casualitat, aquella foto va cridar l'atenció de la dona del productor i director Howard Hawks, que va encoratjar el seu marit per fer-li una prova. Gràcies a aquesta prova, va ser contractada per a la seva primera pel·lícula, To have and have not, al costat de Humphrey Bogart. Va ser en aquesta cinta que ella va obtenir el sobrenom de «la mirada», en referència a una escena en què ella llança a Humphrey Bogart una cèlebre mirada. El seu èxit va ser immediat; la seva veu ronca i particular i el seu talent com a actriu la van projectar internacionalment.
L'actriu Lauren Bacall va morir el 12 d'agost de 2014 al seu domicili de Nova York a causa d'un vessament cerebral, a l'edat de 89 anys.

## Filmografia
- Tenir-ne o no (To Have and Have Not) (1944)
- Confidential Agent (1945)
- El son etern (The Big Sleep) (1946)
- Two Guys from Milwaukee (1946)
- Dark Passage (1947)
- Cayo Largo (Key Largo) (1948)
- Bright Leaf (1950)
- Young Man with a Horn (1950)
- How to Marry a Millionaire (1953)
- Woman's World (1954)
- Carreró sagnant (Blood Alley) (1955)
- The Cobweb (1955)
- Escrit en el vent (Written on the Wind) (1956)
- Designing Woman (1957)
- El regal de l'amor (A Certain Smile) (1958)
- L'Índia en flames (Northwest Frontier) (1959)
- Sex and the Single Girl (1964)
- Shock Treatment (1964)
- Harper (1966)
- Assassinat a l'Orient Express (Murder on the Orient Express) (1974)
- L'últim pistoler (The Shootist) (1976)
- Perfect Gentlemen (1978)
- H.E.A.L.T.H. (1979)
- The Fan (1981)
- Cita amb la mort (Appointment with Death) (1988)
- Mr. North (1988)
- Dinner at Eight (1989)
- Innocent Victim (1990)
- A Little Piece of Sunshine (1990)
- Misery (1990)
- All I Want for Christmas (1991)
- A Star for Two (1991)
- A Foreign Field (1993)
- The Parallax Garden (1993)
- The Portrait (1993)
- Prêt-à-Porter (1994)
- L'amor té dues cares (The Mirror Has Two Faces) (1996)
- Presence of Mind (1999)
- Too Rich: The Secret Life Of Doris Duke (1999)
- Diamants (Diamonds) (1999)
- Dogville (2003)
- Birth (2004)
- Manderlay (2005)
- These Foolish Things (2006)
- The Walker (2007)
- Wide Blue Yonder (2010)
- The Forger (2012)

## Premis

### Oscar
| Any  | Categoria                           | Pel·lícula           | Resultat   |
| ---- | ----------------------------------- | -------------------- | ---------- |
| 1996 | Oscar a la millor actriu secundària | L'amor té dues cares | Candidata  |
| 2009 | Oscar honorífic                     |                      | Guanyadora |

### Globus d'Or
| Any  | Categoria                                 | Pel·lícula             | Resultat   |
| ---- | ----------------------------------------- | ---------------------- | ---------- |
| 1996 | Globus d'Or a la millor actriu secundària | L'amor té dues cares   | Guanyadora |
| 1993 | Premi Cecil B. DeMille                    | Premi Cecil B. DeMille | Guanyadora |

### BAFTA
| Any  | Categoria                           | Pel·lícula           | Resultat  |
| ---- | ----------------------------------- | -------------------- | --------- |
| 1996 | BAFTA a la millor actriu secundària | L'amor té dues cares | Candidata |